# Presea Kirá
Presea Kirá, que significa (Hija de la Mujer) en lengua raramuri, la cual se entrega cada 8 de marzo en el Centro Municipal de las Artes (CMA).
Esta presea fue creada en 2015 por el H. Ayuntamiento del Municipio de Juárez para reconocer a las mujeres que destacan por su trabajo en beneficio de la comunidad.

## Galardonadas
A continuación se muestra una lista de algunas galardonadas.. 
| Año  | Galardonada | Galardonada                     | Motivo | Gran Maestre |
| ---- | ----------- | ------------------------------- | --- | --- |
| 2015 |             | Lilia Aurora Pacheco Morales    | Por su activismo por los derechos de las mujeres y niñas.                                                               | Enrique Serrano Escobar                                                                                                |
| 2016 |             | Imelda Marrufo Márquez          | Por su defensa de los derechos humanos, de las mujeres y a fortalecer la prevención de la violencia contra las mujeres. | Javier González Mocken (en sustitución del alcalde la entregó el secretario del ayuntamiento Jorge Quintana Silveyra). |
| 2017 |             | María Elena Ramos Rodríguez     | Por su intenso trabajo a favor de personas con VIH Sida así como a personas que enfrentan problemas de drogadicción.    | Armando Cabada |
| 2018 |             | Leticia Elvira Gutiérrez Torres | Por su voluntariado, en el campo de la educación y en el desarrollo de las personas.                                    | Armando Cabada |
| 2019 |             | Irma Leticia López Manzano      | Por su voluntariado para garantizar un trato digno a las personas menores de edad y sus familias.                       | Armando Cabada |
| 2020 |             | Iliana Ivette Domínguez Barraza | Por su gran apoyo y entrega a los más vulnerables de Ciudad Juárez.                                                     | Armando Cabada |
| 2021 |             | Elia Orrantia Cárdenas          | Por su trabajo a favor de las mujeres víctimas y sobrevivientes de violencia.                                           | Carlos Ponce Torres |
| 2022 |             | Susana Leticia Báez Ayala       | Por su defensa de los derechos de la mujer.                                                                             | Cruz Pérez Cuéllar |
| 2023 |             | Judith Galarza Campos           | Por su lucha en contra de la desaparición forzada.                                                                      | Cruz Pérez Cuéllar |
| 2024 |             | Yadira Soledad Cortés Castillo  | Por su trabajo y legado para las mujeres víctimas de feminicidio y desaparición.                                        | Cruz Pérez Cuéllar |